# Eugène Eschassériaux
Pour les articles homonymes, voir Eschassériaux.
Le baron Eugène René François Eschassériaux, né le 25 juillet 1823 à Thénac (Charente-Inférieure), où il est mort le 31 août 1906, est un homme politique français.

## Carrière politique
Il est le petit-fils de Joseph Eschassériaux, baron d'Empire et le père de René-Pierre Eschassériaux, qui fut un éphémère député de la Charente-Inférieure. Eugène Eschassériaux domine la scène politique de la haute Saintonge : par sa clientèle et par un réseau très dense d'agents électoraux, il est à l'origine de la persistance durable du bonapartisme en Saintonge. Il incarne un bonapartisme anticlérical et populaire.
- 1848 : conseiller général de la Charente-Inférieure.
- 1849 : député de la Charente-Inférieure en juillet, membre du parti de l'Élysée.
- 1850 : maire de Thénac, président du Conseil général de la Charente-inférieure.
- 1852-1870 : député bonapartiste de la Charente-inférieure.
- 1869 : membre du centre-droit.
- 1871-1893 : député de droite sous la République.

### Rôle politique au début de la troisième République
Au début de la troisième République, Eugène Eschassériaux défend l’Empire et devient l’une des principales têtes du parti bonapartiste. Il motive ses collègues bonapartistes de Charente à se présenter aux élections législatives de février 1871. François Pairault considère que c’est grâce à lui que les départements de Charente élisent principalement des bonapartistes. En 1872, il rencontre pour la première fois Napoléon III, alors exilé en Angleterre, et devient très vite un des principaux acteurs électoraux du parti. L’ex-empereur lui confie la tâche de faire un tour de France des soutiens du bonapartisme, pour évaluer les forces dont disposent encore les partisans de l’Empire. Le baron considère le Sud-Ouest de la France comme fondamentalement bonapartiste, et croit fermement que les anciens candidats officiels pourraient largement l’emporter s’ils n’étaient pas timides et ne cachaient pas leurs sympathies pour l’Empire. Cependant lorsque Eugène Rouher et Lucien Murat veulent se présenter aux élections partielles de juillet 1871 en Charente, Eschassériaux se montre très prudent, estimant la candidature du « vice-empereur » trop prématurés. De plus le marquis de Chasseloup-Laubat, député Charentais de centre-droit favorable aux bonapartistes, n’avait que peu de sympathies pour Rouher, rendant, selon Eschassériaux, l’élection de Rouher dans le même département très compliqué. Lorsque le marquis de Chasseloup-Laubat meurt, deux ans plus tard, le baron Eschassériaux propose immédiatement un candidat à sa succession, Stanislas-Jean Boffinton, qu’il parvient à faire élire avec une faible majorité en déployant bien plus d’effort qu’il ne l’avait fait pour Rouher en 1871. François Pairault considère que cette victoire n’a été possible que parce que le baron s’était rapprocher des royalistes Charentais et avait obtenue de leur part le soutien de leur presse locale, ainsi que l’absence d’un candidat monarchiste qui aurait divisé les voix. En 1872 il écrit un rapport très optimiste sur l’état du bonapartisme en France, prévoyant l’effondrement très prochainement des royalistes et le ralliement massif des anciens candidats officiels et légitimistes désabusés. 
Au moment de renverser la présidence d’Adolphe Thiers, Eschassériaux est choisi avec Alfred Haentjens et Charles Levert, deux autres députés bonapartistes, pour négocier de l’alliance des droites avec les députés orléanistes et légitimistes. Le 26 mai 1873, les députés bonapartistes décident de s’organiser pour de bon dans un groupe parlementaire, et fondent “L’Appel au peuple”, façon détourné de parler de plébiscite. Le baron est choisi pour en être le premier président. Au même moment, il crée avec Eugène Rouher un comité de comptabilité chargé d’organiser et de centraliser les efforts et les moyens électoraux dont le parti bonapartiste dispose.
Le 3 novembre 1873, après l’échec de la restauration monarchiste, Adolphe Thiers tente un rapprochement avec les bonapartistes. Il propose au baron Eschassériaux une alliance visant à porter Léon Say à la présidence de l’Assemblée nationale, offrant en échange les postes de vice-président et de secrétaire de l’assemblée à des bonapartistes. Rouher refuse, et François Pairault considère que si ça n’avait tenu qu’à Eschassériaux il aurait sans doute fait de même car ils croyaient tous deux au ralliement des monarchistes, désormais incapable de restaurer le roi. A quelques mois des élections de 1876, l’Assemblée nationale débat du mode de scrutin à adopter. Le baron est chargé par l’Appel au peuple d’estimer le nombre de départements qui pourraient basculer entièrement du côté bonapartiste en cas de vote par scrutin de liste, en vigueur depuis 1871. Eugène Eschassériaux estime alors qu’avec ce scrutin de liste, 33 départements pourraient être entièrement acquis à l’Appel au Peuple, ce qui laisse des chances pour que les autres départements votent pour quelques Bonapartistes. Mais les avis au sein du groupe parlementaire divergent trop, chaque député bonapartiste vote selon ses convictions, le scrutin d’arrondissement est adopté. Avant la dissolution de l’Assemblée nationale, celle-ci doit voter pour les sénateurs inamovibles, les 75 sénateurs nommés à vie par l’Assemblée. Approché par Léon Gambetta, Eschassériaux négocie avec lui une revanche des bonapartistes sur les orléanistes. Désintéressé par les postes de sénateurs à vie, aucun membre de l’Appel au peuple ne sera élu, mais grâce au soutien bonapartiste et légitimiste, 57 sièges de sénateurs inamovibles reviennent aux républicains. Lorsque les élections sénatoriales ont lieu, le baron renonce à se présenter dans son département, laissant la place à ses collègues Stanislas Boffinton, Alfred de Vast-Vimeux et Pierre Auguste Roy de Loulay.
Le dictionnaire des parlementaires d’Edgar Bourloton et Gaston Cougny note qu’il est l’un des principaux orateurs d’affaires et d’économie du début de la troisième République. Son importance dans la stratégie électorale bonapartiste, et notamment dans les départements de Charente, lui valent le titre de “Dispensateur suprême des mandats” des Charente par le journal Le Figaro.

## Archéologie
Il entreprit de nombreuses prospections archéologiques autour du village de Thénac, dont celle du site dénommé le camp Thénac Peu Richard, situé sur sa propriété, qui donnera postérieurement son nom à la période néolithique du Peu-Richardien.